# Ca l'Areñas (Manlleu)
Ca l'Areñas és un edifici de Manlleu (Osona) inclòs a l'Inventari del Patrimoni Arquitectònic de Catalunya.

## Descripció
Es tracta d'un habitatge unifamiliar amb una paret mitgera, molt interessant, ja que representa l'obra més important de l'eclecticisme a Manlleu.
L'edifici consta de planta baixa i una o dues plantes pis en funció del pendent de les cobertes, amb façana al passeig del Ter i al Passeig de Sant Joan. L'edificació crea un joc de volums a través de combinar parts amb coberta plana i parts amb coberta inclinada. L'accés se situa al passeig de Sant Joan, centrat al cos amb coberta inclinada de carener perpendicular al pla de façana. A cada façana hi trobem un cos remarcat per una coberta a dues aigües amb carener perpendicular a la façana. En aquests cossos les obertures se situen seguint un eix de composició, mentre que la resta d'obertures es reparteixen per la façana